# بهشت باران
بهشت باران فیلمی به کارگردانی و نویسندگی مجتبی فرآورده ساختهٔ سال ۱۳۷۱ است.

## بازیگران
- احمدرضا کشاورز
- امان‌الله رحیمی
- رفیا تیرگری
- امیر دژکام